# Cloître capitulaire de Saint-Vincent
Le cloître capitulaire de Saint-Vincent est une cloître situé sur le territoire de la commune de Chalon-sur-Saône dans le département français de Saône-et-Loire et la région Bourgogne-Franche-Comté.

## Historique
Il fait l'objet d'un classement au titre des monuments historiques depuis le 30 avril 1928.